# Lligues de futbol d'europa 2006-2007
Resum futbolístic de les principals lligues europees de futbol.

## Alemanya - Bundesliga
- 1.-  VfB Stuttgart
- 2.-  FC Schalke 04
- 3.-  Werder Bremen
- 4.-  FC Bayern de Múnic
- 5.-  TSV Bayer 04 Leverkusen
- 6.-  1. FC Nürnberg
- 7.-  Hamburger SV
- 8.- VfL Bochum
- 9.- Borussia Dortmund
- 10.- Hertha BSC Berlin
- 11.- Hannoverscher SV von 1896
- 12.- DSC Arminia Bielefeld
- 13.- Energie Cottbus
- 14.- Eintracht Frankfurt
- 15.- VfL Wolfsburg
- 16.-  1. FSV Mainz 05
- 17.-  Alemannia Aachen
- 18.-  Borussia VfL 1900 Mönchengladbach

## Anglaterra - Premier League
- 1.-  Manchester United Football Club
- 2.-  Chelsea Football Club
- 3.-  Liverpool Football Club
- 4.-  Arsenal Football Club
- 5.-  Tottenham Hotspur FC
- 6.-  Everton Football Club
- 7.-  Bolton Wanderers Football Club
- 8.- Reading Football Club
- 9.- Portsmouth FC
- 10.-  Blackburn Rovers Football Club
- 11.- Aston Villa Football Club
- 12.- Middlesbrough Football Club
- 13.- Newcastle United Football Club
- 14.- Manchester City Football Club
- 15.- West Ham United Football Club
- 16.- Fulham Football Club
- 17.- Wigan Athletic Football Club
- 18.-  Sheffield United Football Club
- 19.-  Charlton Athletic Football Club
- 20.-  Watford Football Club

## Àustria - Bundesliga
- 1.-  FC Red Bull Salzburg
- 2.-  SV Josko Fenster Ried
- 3.-  SV Bauwelt Koch Mattersburg
- 4.-  SK Rapid Wien
- 5.- SK Austria Kärnten
- 6.-  FK Austria Wien
- 7.- SK Sturm Graz
- 8.- Sportclub Rheindorf Altach
- 9.- FC Wacker Tirol
- 10.-  Grazer Athletik-Klub

## Bèlgica - Jupiler League
- 1.-  Royal Sporting Club Anderlecht
- 2.-  K.R.C. Genk
- 3.-  Royal Standard de Liège
- 4.-  K.A.A. Gent
- 5.- Royale Charleroi Sporting Club
- 6.- Club Brugge KV
- 7.- K.F.C. Germinal Beerschot
- 8.- K.V.C. Westerlo
- 9.- R.A.E.C. Mons
- 10.- Royal Excelsior Mouscron
- 11.- K.S.V. Roeselare
- 12.- Cercle Brugge K.S.V.
- 13.- FC Molenbeek Brussels Strombeek
- 14.- S.V. Zulte Waregem
- 15.- K. Sint-Truidense V.V.
- 16.- K.S.C. Lokeren Oost-Vlaanderen
- 17.-  Lierse S.K.
- 18.-  K.S.K. Beveren

## Dinamarca - Superliga
- 1.-  FC København
- 2.-  Football Club Midtjylland
- 3.-  Aalborg Boldspilklub
- 4.- Odense Boldklub
- 5.- Football Club Nordsjælland
- 6.- Brøndby IF
- 7.- Esbjerg fB
- 8.- Randers Football Club
- 9.- Viborg Fodsports Forening
- 10.- Alliance Club Horsens
- 11.-  Vejle Boldklub
- 12.-  Silkeborg Idrætsforening

## Escòcia - Premier League
- 1.-  Celtic Football Club
- 2.-  Rangers Football Club
- 3.-  Aberdeen Football Club
- 4.- Heart of Midlothian Football Club
- 5.- Kilmarnock Football Club
- 6.- Hibernian Football Club
- 7.- Falkirk Football Club
- 8.- Inverness Caledonian Thistle Football Club
- 9.- Dundee United Football Club
- 10.- Motherwell Football Club
- 11.- St. Mirren Football Club
- 12.-  Dunfermline Athletic Football Club

## França - Le Championnat
- 1.-  Olympique de Lió
- 2.-  Olympique de Marsella
- 3.-  Toulouse Football Club
- 4.-  Stade Rennais Football Club
- 5.-  Racing Club de Lens
- 6.-  Football Club des Girondins de Bordeaux
- 7.-  Football Club Sochaux-Montbéliard
- 8.- Association de la Jeunesse Auxerroise
- 9.- Association Sportive de Monaco Football Club
- 10.- Lille Olympique Sporting Club Métropole
- 11.- Association Sportive de Saint-Etienne Loire
- 12.- Le Mans Union Club 72
- 13.- Association Sportive Nancy-Lorraine
- 14.- Football Club Lorient-Bretagne Sud
- 15.- Paris Saint-Germain Football Club
- 16.- Olympique Gymnaste Club de Nice-Côte d'Azur
- 17.- Valenciennes Football Club
- 18.-  Espérance Sportive Troyes Aube Champagne
- 19.-  Club Sportif Sedan Ardennes
- 20.-  Football Club de Nantes Atlantique

## Grècia - Super League
- 1.-  Olympiakos FC
- 2.-  AEK Atenes
- 3.-  Panathinaikos FC
- 4.-  Aris Salònica FC
- 5.-  Panionios FC
- 6.- PAOK Salònica
- 7.-  OFI Creta
- 8.- APS Atromitos Atenes
- 9.- PAE Ergotelis
- 10.-  Athlitiki Enosi Larisas 1964
- 11.- AO Skoda Xanthi
- 12.- Apollon Kalamarias
- 13.- Gymnastic Club Iraklis Thessaloniki
- 14.-  AO Kerkyra
- 15.-  AO Egaleo
- 16.-  Ionikos FC

## Holanda - Eredivisie
- 1.-  PSV Eindhoven
- 2.-  Amsterdamsche Football Club Ajax
- 3.-  AZ Alkmaar
- 4.-  FC Twente
- 5.-  SC Heerenveen
- 6.-  SV Roda Juliana Combinatie
- 7.-  Feyenoord Rotterdam
- 8.-  FC Groningen
- 9.-  FC Utrecht
- 10.-  NEC Nimega
- 11.-  NAC Breda
- 12.-  SBV Vitesse
- 13.-  Sparta Rotterdam
- 14.- Heracles Almelo
- 15.- Willem II Tilburg
- 16.-  SBV Excelsior
- 17.-  RKC Waalwijk
- 18.-  ADO Den Haag

## Itàlia - Serie A
- 1.-  Internazionale Milano Football Club
- 2.-  Associazione Sportiva Roma
- 3.-  Società Sportiva Lazio
- 4.-  Associazione Calcio Milan
- 5.-  Unione Sportiva Città di Palermo
- 6.-  A.C.F. Fiorentina
- 7.-  Empoli Football Club
- 8.- Atalanta Bergamasca Calcio
- 9.-  Unione Calcio Sampdoria
- 10.- Udinese Calcio
- 11.- Associazione Sportiva Livorno Calcio
- 12.- Parma Football Club
- 13.- Calcio Catania
- 14.- Reggina Calcio
- 15.- Associazione Calcio Siena
- 16.- Cagliari Calcio
- 17.- Torino Football Club
- 18.-  Associazione Calcio ChievoVerona
- 19.-  Ascoli Calcio 1898
- 20.-  Football Club Messina Peloro

## Portugal - BWINLIGA
- 1.-  Futebol Clube do Porto
- 2.-  Sporting Clube de Portugal
- 3.-  Sport Lisboa e Benfica
- 4.-  Sporting Clube de Braga
- 5.-  Clube de Futebol Os Belenenses
- 6.-  Futebol Clube Paços de Ferreira
- 7.-  União Desportiva de Leiria
- 8.- Clube Desportivo Nacional
- 9.- Boavista Futebol Clube
- 10.- Clube de Futebol Estrela da Amadora
- 11.- Associação Naval 1º de Maio
- 12.- Club Sport Marítimo
- 13.- Associação Académica de Coimbra - O.A.F.
- 14.- Vitória Setúbal
- 15.-  Sport Clube Beira-Mar
- 16.-  Clube Desportivo das Aves

## Suïssa - Super League
- 1.-  Fussballclub Zürich
- 2.-  Fussballclub Basel 1893
- 3.-  Football Club de Sion
- 4.-  Berner Sport Club Young Boys
- 5.-  FC St. Gallen 1879
- 6.- Grasshopper-Club Zürich
- 7.- Fussballclub Thun 1898
- 8.- Fussball Club Luzern
- 9.-  Fussballclub Aarau 1902
- 10.-  FC Schaffhausen

## Turquia - Bundesliga
- 1.-  Fenerbahçe Spor Kulübü
- 2.-  Beşiktaş Jimnastik Kulübü
- 3.-  Galatasaray Spor Kulübü
- 4.-  Trabzonspor Kulübü
- 5.- Kayserispor
- 6.- Gençlerbirliği Spor Kulübü
- 7.- Sivasspor
- 8.- Büyükşehir Belediye Ankaraspor
- 9.- Konyaspor
- 10.- Bursaspor Kulübü
- 11.- Gaziantepspor
- 12.- Manisaspor
- 13.- MKE Ankaragücü
- 14.- Denizlispor Kulübü
- 15.- Çaykur Rizespor Kulübü
- 16.-  Antalyaspor Kulübü
- 17.-  Kayseri Erciyesspor
- 18.-  Sakarya Spor Kulübü